# 安祿戰役
安祿戰役，是越南戰爭後期的一場戰鬥，北越在1972年4月13日至7月20日，越南人民軍及越共對南越展開的復活節攻勢其中一場戰鬥。
最終南侵的越共第5師、第9師被南越陸軍第5師擊退，守住安祿。

## 外部連結
- BATTLE OF AN LOC (VALIANT BINH LONG) （页面存档备份，存于）
- Battle of An Loc - by Lieutenant Colonel James H. Willbanks
- The Battle of An Loc - A Massive Convergence of Forces